# Carin Anderholm
Carin Anderholm (Malmö, 19 maart 1966) is een tennisspeelster uit Zweden.
In 1983 wint zij samen met Helena Olsson het meisjesdubbeltoernooi van Roland Garros. Ook op Wimbledon 1983 spelen zij samen de finale, die dan ze niet weten te winnen.
In 1984 nam Anderholm voor Zweden deel aan de Olympische zomerspelen in Los Angeles.